# آدا فان هولاند
آدا فان هولاند هي راهبة هولندية، ولدت في 1208، وتوفيت في 15 يونيو 1258 في Rijnsburg Abbey ‏ في هولندا.